# سیگرم
سیگرم (انگلیسی: Seagram) شرکت صنایع غذایی کانادایی بود، که در سال ۱۸۵۷ تأسیس شد.